# Brasão de Cravinhos
O Brasão de Cravinhos é o símbolo de Cravinhos, município do estado do São Paulo, Brasil.

## Descrição
O símbolo apresenta um escudo português clássico com a coroa municipal acima, e é dividido em quatro partes distintas. À direita, sobre um fundo azul, destaca-se uma cruz latina dourada que simboliza a fé cristã brasileira. No centro, sobre um fundo vermelho, encontram-se duas mãos cumprimentando-se, representando a união dos habitantes e a miscigenação racial da cidade. À esquerda, sobre um fundo verde, uma tocha flamejante simboliza a esperança no futuro e o progresso de Cravinhos. Abaixo dessas divisões verticais, sobre um fundo branco, uma figura azul ondulada horizontal representa o Córrego Ribeirão, que nasce em Cravinhos e flui para Ribeirão Preto. 
Os elementos de suporte são: à direita, um ramo de café representa o produto agrícola que originou a cidade, enquanto à esquerda as gêmulas de cana-de-açúcar lembram outro importante cultivo local. Esses dois símbolos agrícolas se cruzam sob um listel azul com arremates amarelos, onde está inscrita a frase "Pro Cravinhos Fiant Omnia" (Por Cravinhos Faça-se Tudo), expressando o desejo de que os interesses municipais sempre prevaleçam, e as opiniões convergam para o benefício da terra e de seus habitantes.
O uso do brasão foi estabelecido pela lei municipal nº 22/06, de 05 de setembro de 1966.

## Características da confecção
O brasão de Cravinhos possui um erro comum na heráldica municipal (também denominada "civil") brasileira, que é a representação incorreta da peça conhecida como "coroa-mural".
O erro está na cor da coroa-mural, que deveria ser prateada e não dourada (cor reservada somente ao brasão das capitais).